# Punta de la Closqueta
La Punta de la Closqueta és una muntanya de 490 metres que es troba al municipi de la Bisbal de Montsant, a la comarca catalana del Priorat.